# Arothron immaculatus
Arothron immaculatus är en fiskart som först beskrevs av Bloch och Schneider 1801.  Arothron immaculatus ingår i släktet Arothron och familjen blåsfiskar. Inga underarter finns listade i Catalogue of Life.